# Slag bij Hondschote
De Slag bij Hondschote (6-8 september 1793) tussen Franse en geallieerde troepen was een belangrijke veldslag tijdens de Eerste Coalitieoorlog. De veldslag was een overwinning voor de Fransen, waarmee de Franse Revolutie voorlopig gered was.
De Britten stuurden troepen vanuit Nederland om de strategisch belangrijke havenstad Duinkerke in te nemen, zodat deze haven kon worden gebruikt om troepen te landen en bevoorraden. Vanuit de Oostenrijkse Nederlanden kwamen Hannoveriaanse en Oostenrijkse troepen om de Britten te ondersteunen.
Duinkerke werd belegerd door de geallieerden, die zo'n 18.000 manschappen tot hun beschikking hadden, waaronder Britse troepen onder bevel van Frederik van York, Hannoveriaanse troepen onder bevel van Wilhelm von Freytag (later Ludwig von Wallmoden-Gimborn) en Oostenrijks-Zuid-Nederlandse troepen onder bevel van Joseph Alvinczy von Berberek.
Zo'n 40.000 Franse manschappen onder bevel van de generaals Houchard en Jourdan kwamen op 6 september vanuit Steenvoorde en Belle in het zuiden en drongen de geallieerden terug naar het stadje Hondschote, ongeveer 15 kilometer ten zuidoosten van Duinkerke. Hondschote werd op 8 september, na een bajonetaanval, door de Fransen veroverd. Na een tweede nederlaag bij Wattignies (15-16 september), de Slag bij Wattignies, moesten de geallieerden hun poging opgeven om Duinkerke in te nemen, en trokken zich terug uit Noord-Frankrijk.
Ondanks zijn overwinning bij Hondschote liep het slecht af met de Franse generaal Houchard, die ervan beschuldigd werd dat hij de geallieerden na hun nederlaag te gemakkelijk had laten ontsnappen. Houchard werd gearresteerd en veroordeeld tot de guillotine.
Een bord langs de snelweg E40 markeert de plek waar de veldslag plaatsvond.

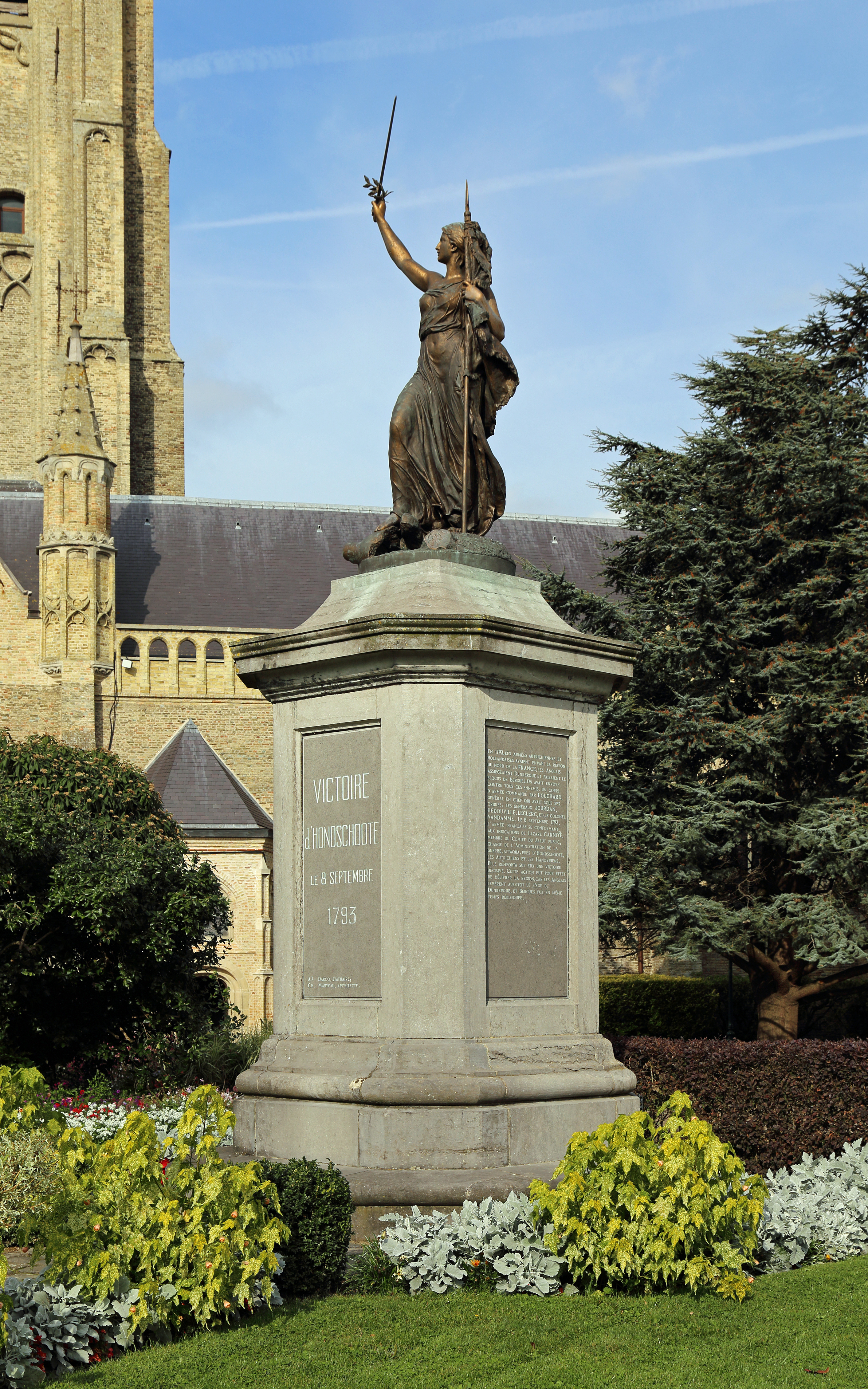
Slag bij Hondschote: herdenkingsmonument in het centrum van het stadje

Nederlanden: Marquain · Rijsel (1792) · Jemappes · Namen (1792) · Maastricht (1793) · Breda · Aldenhoven (1793) · Neerwinden · Raimes · Famars · Aarlen · Valencijn · Duinkerke · Hondschote · Menen ·  Wattignies · Moeskroen · Tourcoing · Doornik · Erquelinnes · Gosselies · Ieper · Hooglede · Fleurus · Boxtel · Sprimont · Maastricht (1794) · 's-Hertogenbosch · Aldenhoven (1794) · Puiflijk · Nijmegen · Luxemburg · Den Helder · Camperduin

Rijnfront: Verdun · Thionville · Valmy · Mainz (1792) · Mainz (1793) · Vogezen/Tripstadt · Mainz (1795) · Amberg · Würzburg

Italiaans front: Genua · Hyères · Rovereto · Bassano · Montenotte · Dego · Lodi · Arcole · Rivoli

Overige fronten (Vendée, Spanje): Fontenay-le-Comte · Toulon · Cholet · Luçon · Truillas · Boulou · San Lorenzo · Santa Cruz · Kaap Sint-Vincent
West-Indië: Guadeloupe · Martinique